# ピーター・デミング
ピーター・デミング（Peter Deming, 1957年12月13日 - ）は、アメリカ合衆国の撮影監督である。

## 人物
『マルホランド・ドライブ』でインディペンデント・スピリット賞撮影賞を受賞した。
ウィスコンシン州ラシーン出身である。

## 撮影作品
- ハリウッド夢工場/オスカーを狙え!! Hollywood Shuffle (1987)
- 死霊のはらわたII Evil Dead 2: Dead by Dawn (1987)
- 悪魔の指さき/戦慄!!体が溶ける The Carrier (1988)
- ヘル・ゴースト/悪魔のスケアクロウ Scarecrows (1988)
- 火星人ゴーホーム! Martians Go Home (1989)
- ハウス・パーティ House Party (1990)
- ホワイ・ミー? Why Me? (1990)
- BOOK of LOVE/あの日の恋 Book of Love (1990)
- セックスの義務と権利 Scorchers (1991)
- フィービー・ケイツの私の彼は問題児（ドドンパ） Drop Dead Fred (1991)
- いとこのビニー My Cousin Vinny (1992)
- カントリー・ファーム/招かれざる婿!? Son in Law (1993)
- ロスト・ハイウェイ Lost Highway (1997)
- オースティン・パワーズ Austin Powers: International Man of Mystery (1997)
- スクリーム2 Scream 2 (1997) 兼出演
- ミュージック・オブ・ハート Music of the Heart (1999)
- ミステリー、アラスカ Mystery, Alaska (1999)
- ウーマン ラブ ウーマン If These Walls Could Talk 2 (2000) テレビ映画、第3話のみ
- スクリーム3 Scream 3 (2000) 兼出演（クレジット無し）
- マルホランド・ドライブ Mulholland Dr. (2001)
- フロム・ヘル From Hell (2001)
- オースティン・パワーズ ゴールドメンバー Austin Powers in Goldmember (2002)
- ニューヨーク 最後の日々 People I Know (2003)
- ツイステッド Twisted (2004)
- ハッカビーズ I ♥ Huckabees (2004)
- ジャケット The Jacket (2005)
- 迷い婚 -全ての迷える女性たちへ- Rumor Has It... (2005)
- ラッキー・ユー Lucky You (2007)
- あぁ、結婚生活 Married Life
- 愛の伝道師　ラブ・グル The Love Guru (2008)
- スペル Drag Me to Hell (2009)
- Last Night (2009)
- スクリーム4: ネクスト・ジェネレーション Scream 4 (2011)
- キャビン The Cabin in the Woods (2012)
- オズ はじまりの戦い Oz: the Great and Powerful (2013)
- グランド・イリュージョン 見破られたトリック Now You See Me 2 (2016)
- ツイン・ピークス The Return (2017)
- カポネ Capone (2020)
- ザ・メニュー The Menu (2022)